# فینال جام در جام اروپا ۱۹۶۸
فینال جام در جام اروپا ۱۹۶۸، رقابت پایانی جام در جام اروپا در سال ۱۹۶۸ میلادی است که مابین دو تیم میلان و هامبورگ برگزار شده‌است.
این مسابقه که در تاریخ ۲۳ مه ۱۹۶۸ انجام شده‌است با نتیجه ۲ بر ۰ به سود تیم میلان به پایان رسید.

## مسیر رسیدن به فینال
| میلان         | میلان  | میلان        | میلان     | میلان       |               | هامبورگ      | هامبورگ | هامبورگ      | هامبورگ | هامبورگ     |
| ------------- | ------ | ------------ | --------- | ----------- | ------------- | ------------ | ------- | ------------ | ------- | ----------- |
| حریف          | رفت    | برگشت        | مجموع     | بازی تکراری |               | حریف         | رفت     | برگشت        | مجموع   | بازی تکراری |
| لفسکی صوفیه   | ۵–۱(خ) | ۱–۱(ب)       | ۶–۲       |             | دور اول       | راندرز فرایا | ۵–۳(خ)  | ۲–۰(ب)       | ۷–۳     |             |
| دیوری         | ۲–۲(ب) | ۱–۱(خ)       | ۳–۳(گ.ز.) |             | دور دوم       | ویسوا کراکوف | ۱–۰(ب)  | ۴–۰(خ)       | ۵–۰     |             |
| استاندارد لیژ | ۱–۱(ب) | ۱–۱(خ)(و.ا.) | ۲–۲(ت)    | ۲–۰         | یک‌چهارم نهایی | المپیک لیون  | ۲–۰(خ)  | ۰–۲(ب)(و.ا.) | ۲–۲(ت)  | ۲–۰         |
| بایرن مونیخ   | ۲–۰(خ) | ۰–۰(ب)       | ۲–۰       |             | نیمه نهایی    | کاردیف سیتی  | ۱–۱(خ)  | ۳–۲(ب)       | ۴–۳     |             |

## مسابقه

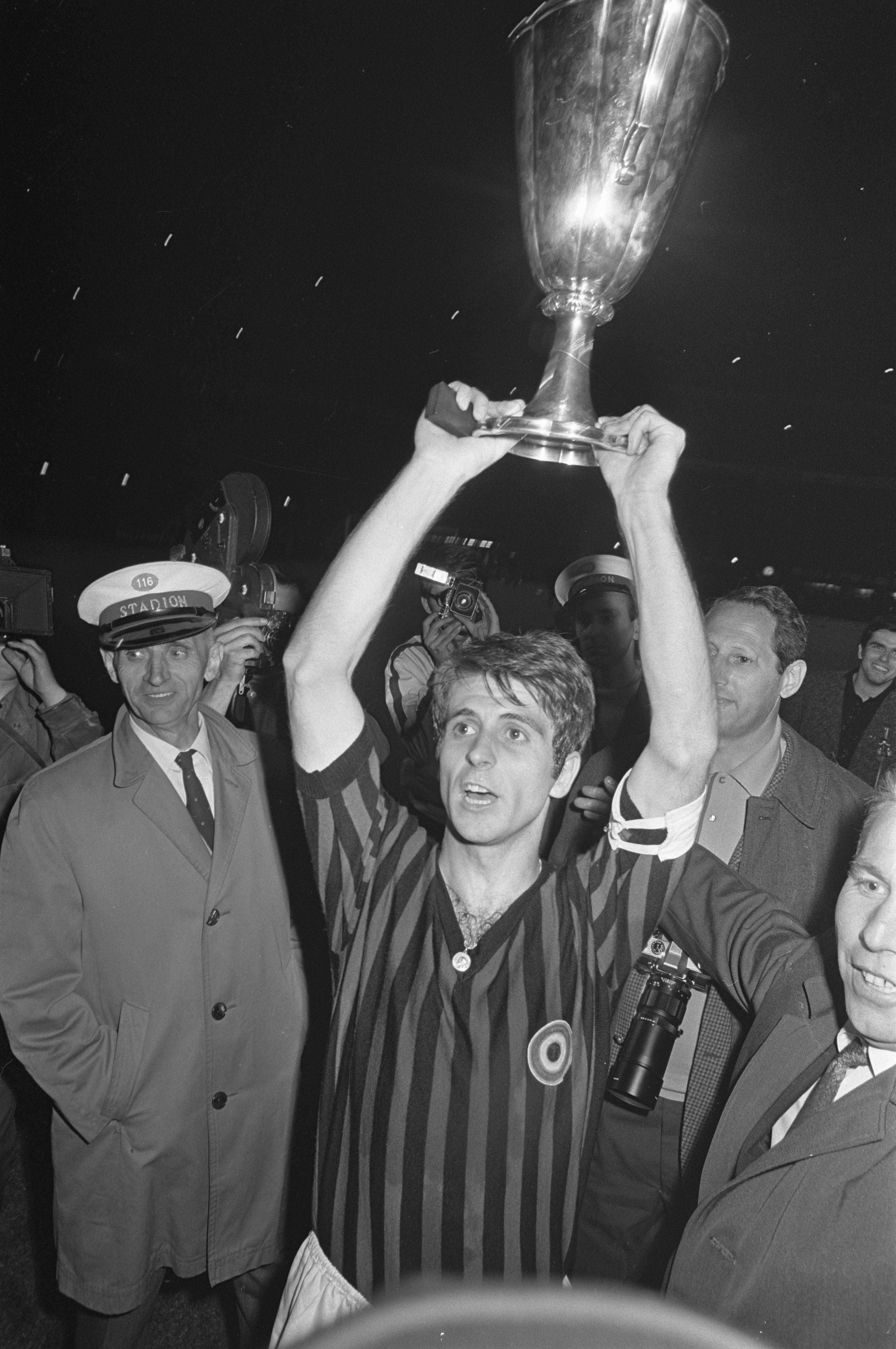
جانی ریورا و جام قهرمانی

### جزئیات
| میلان             | ۲–۰   | هامبورگ |
| ----------------- | ----- | ------- |
| کرت همرین ۳'، ۱۹' | گزارش |         |

| میلان | هامبورگ |

| GK        | ۱  | فابیو کودیچینی        |
| DF        | ۲  | آنجلو آنکویلتی        |
| DF        | ۳  | کارل-هاینتس شنلینگر   |
| DF        | ۵  | روبرتو روساتو         |
| DF        | ۶  | نویو اسکالا           |
| MF        | ۴  | جووانی تراپاتونی      |
| MF        | ۸  | جووانی لودتی          |
| FW        | ۷  | کرت همرین             |
| FW        | ۹  | آنجلو بندیکتو سورمانی |
| FW        | ۱۰ | جانی ریورا (کاپیتان)  |
| FW        | ۱۱ | پیرینو پراتی          |
| سرمربی:   |    |                       |
| نرئو روکو |    |                       |

| GK      | ۱  | اوزجان آرکوچ       |
| DF      | ۲  | هلموت زاندمان      |
| DF      | ۶  | ویلی شولتس         |
| DF      | ۵  | اگون هورست         |
| DF      | ۳  | یورگن کوربیون      |
| MF      | ۴  | هولگر دیکمان       |
| MF      | ۸  | ورنر کرمر          |
| FW      | ۷  | برند دورفل         |
| FW      | ۹  | اووه زلر (کاپیتان) |
| FW      | ۱۰ | فرانتس یوزف هونیک  |
| FW      | ۱۱ | چارلی دورفیل       |
| سرمربی: |    |                    |
| کورت کخ |    |                    |